# Eduard Krebsbach
Eduard Krebsbach, född 8 augusti 1894 i Bonn, död 28 maj 1947 i Landsberg am Lech, var en tysk promoverad läkare och SS-Sturmbannführer. Han var garnisonsläkare i koncentrationslägret Mauthausen från 1941 till 1943. Efter andra världskriget dömdes han till döden och avrättades.

## Biografi
Eduard Krebsbach studerade medicin vid Freiburgs universitet och disputerade år 1919 på avhandlingen Über Spirochaeten-Befunde im Kleinhirn bei progressiver Paralyse.
Efter Adolf Hitlers maktövertagande år 1933 gick Krebsbach med i Nationalsocialistiska tyska arbetarepartiet (NSDAP) och Schutzstaffel (SS). Han öppnade en praktik i Freiburg och arbetade även som läkare åt Freiburgs polismyndighet. I oktober 1939 anslöt sig Krebsbach till Waffen-SS och deltog året därpå i slaget om Frankrike.

### Mauthausen
I juli 1941 utnämndes Krebsbach till garnisonsläkare i koncentrationslägret Mauthausen. Detta innebar att han hade ansvaret för sjukvården och all sjukvårdspersonal i lägret. Inom ramen för Aktion 14f13 bestämde Krebsbach vilka interner som skulle dödas. Enligt uppgift övervakade Krebsbach dödandet av omkring 900 funktionshindrade och sjuka fångar, vilka gavs en fenolinjektion i hjärtat. På grund av detta fick han i lägret öknamnet ”Dr. Spritzbach”. Krebsbach begärde att en gasvagn skulle anskaffas för att döda interner, innan den stationära gaskammaren var färdig i december 1941.

### Kaiserwald
Den 22 maj 1943 råkade Krebsbach om natten skjuta ihjäl en Wehrmachtsoldat utanför sin bostad. Senare samma år förflyttades Krebsbach till koncentrationslägret Kaiserwald i Riga. I lägret valde han ut sjuka och arbetsoförmögna och dödade dem med injektioner eller lät arkebusera dem. Han förövade även tyfusexperiment på interner. År 1944 ledde han flera särskilda selektioner, vid vilka barn och gamla mördades.

### Rättegång
Efter andra världskriget ställdes Krebsbach 1946 inför rätta vid Mauthausenrättegången. Av domstolsprotokollet framgår det att det aldrig föll Krebsbach in att det han gjorde i Mauthausen var brottsligt. Den 13 maj 1946 dömdes Krebsbach till döden genom hängning.